# The Outlaw and the Lady
The Outlaw and the Lady é um filme norte-americano de 1917, do gênero faroeste, lançado pela Universal Pictures.

## Elenco
- Harry Carey
- Louise Adorável
- Jack Richardson
- William Steele - (como William Gettinger)
- Vester Pegg
- Tote Du Crow - Butler